# Барановка (приток Цны)
Барановка (Верхняя Черемница) — река в России, протекает по Вышневолоцкому району Тверской области. Течёт на север. Устье реки находится в 26 км по правому берегу реки Цна. Длина реки составляет 15 км, площадь водосборного бассейна 51,9 км².
В 5 км от устья слева в Барановку впадает Петриловка.
У истока на правом берегу реки стоит деревня Елохово, ранее входившая в Лужниковского сельского поселения.
Высота устья — 164 м над уровнем моря.

## Данные водного реестра
По данным государственного водного реестра России относится к Балтийскому бассейновому округу, водохозяйственный участок реки — Шлина, речной подбассейн реки — Волхов. Относится к речному бассейну реки Нева (включая бассейны рек Онежского и Ладожского озера).
Код объекта в государственном водном реестре — 01040200112102000019877.